# Vaarajärvi (sjö i Finland)
Vaarajärvi är en sjö i Finland. Den ligger i kommunen Juga i landskapet Norra Karelen, i den centrala delen av landet, 400 km nordost om huvudstaden Helsingfors. Vaarajärvi ligger 161 meter över havet. I omgivningarna runt Vaarajärvi växer i huvudsak barrskog. Den är 10 meter djup. Arean är 35,9 hektar och strandlinjen är 3,84 kilometer lång. Sjön  ingår i Vuoksens huvudavrinningsområde. 